# Ludwig Mayr-Falkenberg
Ludwig Mayr-Falkenberg (Straubing, 8 oktober 1893 - Obergünzburg, 18 april 1962) was een Duits diplomaat die tijdens de Tweede Wereldoorlog op post was in Italië en België.

## Levensloop
Na middelbare school te hebben doorlopen in Straubing, was Mayr van 1 oktober 1912 tot 30 september 1913 vrijwilliger in het leger van Beieren. Hij begon tegelijk rechtenstudies aan de Ludwig Maximilians-Universiteit in München, onderbroken door de Eerste Wereldoorlog en in 1919 hernomen.
Hij nam van 1914 tot 1918 met het Beierse leger deel aan de Eerste Wereldoorlog en eindigde die met de graad van eerste luitenant. Hij hernam zijn studies en in oktober 1919 promoveerde hij tot doctor in de rechten aan de Friedrich-Alexander-universiteit van Erlangen.
In 1920-21 deed hij stage bij het Beierse departement Justitie en in 1921-1923  was hij advocaat in Straubing. In mei 1923 werd hij aangenomen in de buitenlandse dienst. Hij was eerst attaché in afdeling IVa (Oost-Europa, Scandinavische landen). Deze proefperiode sloot hij af met het diplomatiek-consulair examen in december 1925. Hij had ondertussen ook vier vreemde talen geleerd, Engels, Frans, Spaans en Italiaans.
In 1926 werd hij viceconsul in het consulaat-generaal van Posen. In mei 1927 werd hij gezantschapssecretaris in Santiago de Chili, waar hij bleef tot in december 1928. Vervolgens was hij werkzaam in de Duitse ambassade in Buenos Aires tot in maart 1931, onderbroken met de leiding van het gezantschap in Bolivië, van mei tot december 1929. 
In oktober 1931 keerde hij naar Berlijn terug en was er gedurende verschillende jaren actief in verschillende afdelingen van het departement buitenlandse zaken.
Na de machtsovername door de nationaalsocialisten werd Mayr op 1 mei 1933 lid van de NSDAP en van de SA. Hij nam voortaan aan diplomatieke diners en ontvangsten deel in SA-uniform en bevorderde tot SA-Brigadeführer.
In 1937 werd hij legatieraad in Rome en consul-generaal in Genua. Het was tijdens zijn Italiaanse tijd dat hij in september 1941 zijn naam wijzigde in Mayr-Falkenberg.
Van oktober 1941 tot juni 1943 was hij Hoog commissaris voor de Duitse hervestigingen in Zuid-Tirol.
Vanaf juli 1943 werd hij vertegenwoordiger van het ministerie van Buitenlandse Zaken voor België en Noord-Frankrijk bij de Militärsbefehlshaber Alexander von Falkenhausen. Hij volgde hierin Werner von Bargen op. Dit betekende dat hij de feitelijke leiding had over wat van de Duitse ambassade in de Belgische hoofdstad was overgebleven. Veel kon hij op de enkele maanden die nog bleven en gelet op de ontreddering en stuurloosheid die meer en meer de Duitse bezettingsdiensten kenmerkten, niet meer teweegbrengen. Hij behield de functie tot hij, op 3 september 1944, met de Duitse troepen, overhaast Brussel moest verlaten.
Na de oorlog werd Mayr-Falkenberg gearresteerd en in Brussel geïnterneerd. Hij kwam vrij in oktober 1946. Hij vestigde zich als advocaat in Augsburg. Als CSU-kandidaat werd hij in 1950 verkozen tot raadslid in het Land Beieren voor de kieskring Marktoberdorf im Allgäu. Hij werd ook erevoorzitter van de Rode Kruisafdeling in zijn kiesomschrijving.
In juli 1939 trouwde Mayr met Gutrun von Huller, met wie hij twee dochters had.